# سانازارو دي بورغوندي (بافيا)
سانازارو دي بورغوندي (بالإيطالية: Sannazzaro de' Burgondi) هي بلدة تقع في مقاطعة بافيا بإقليم لومبارديا في شمال إيطاليا. تبلغ مساحة هذه المدينة 23.3 (كم²)، وترتفع عن سطح البحر 87 م، بلغ عدد سكانها 5920 نسمة في عام 2010 حسب إحصاء المعهد الوطني للإحصاء.

## السكان
في سنة 1861 بلغ عدد السكان 4٬414 نسمة، وتطور العدد ليصل في سنة 2011 لـ 5٬644 نسمة.
يظهر هذا المخطط البياني تطور النمو السكاني لـ سانازارو دي بورغوندي (بافيا)

## وصلات خارجية
- الموقع الرسمي